# Roblin (Manitoba)
Pour les articles homonymes, voir Roblin.
Roblin est une ville du Manitoba, entourée par les municipalités rurales de Shell River au nord-ouest et Russell. La population de Roblin s'établit en 2011 à 1 774 personnes. La gare de Roblin desservie par Via Rail Canada est sur le territoire de la localité.

## Histoire
Un bureau de poste a été établi sur les lieux de la localité en 1904 alors que ceux-ci étaient connus sous le nom de Goose Lake. Plus tard durant la même année, le nom actuel fut adopté pour honorer le premier ministre manitobain Rodmond Palen Roblin.

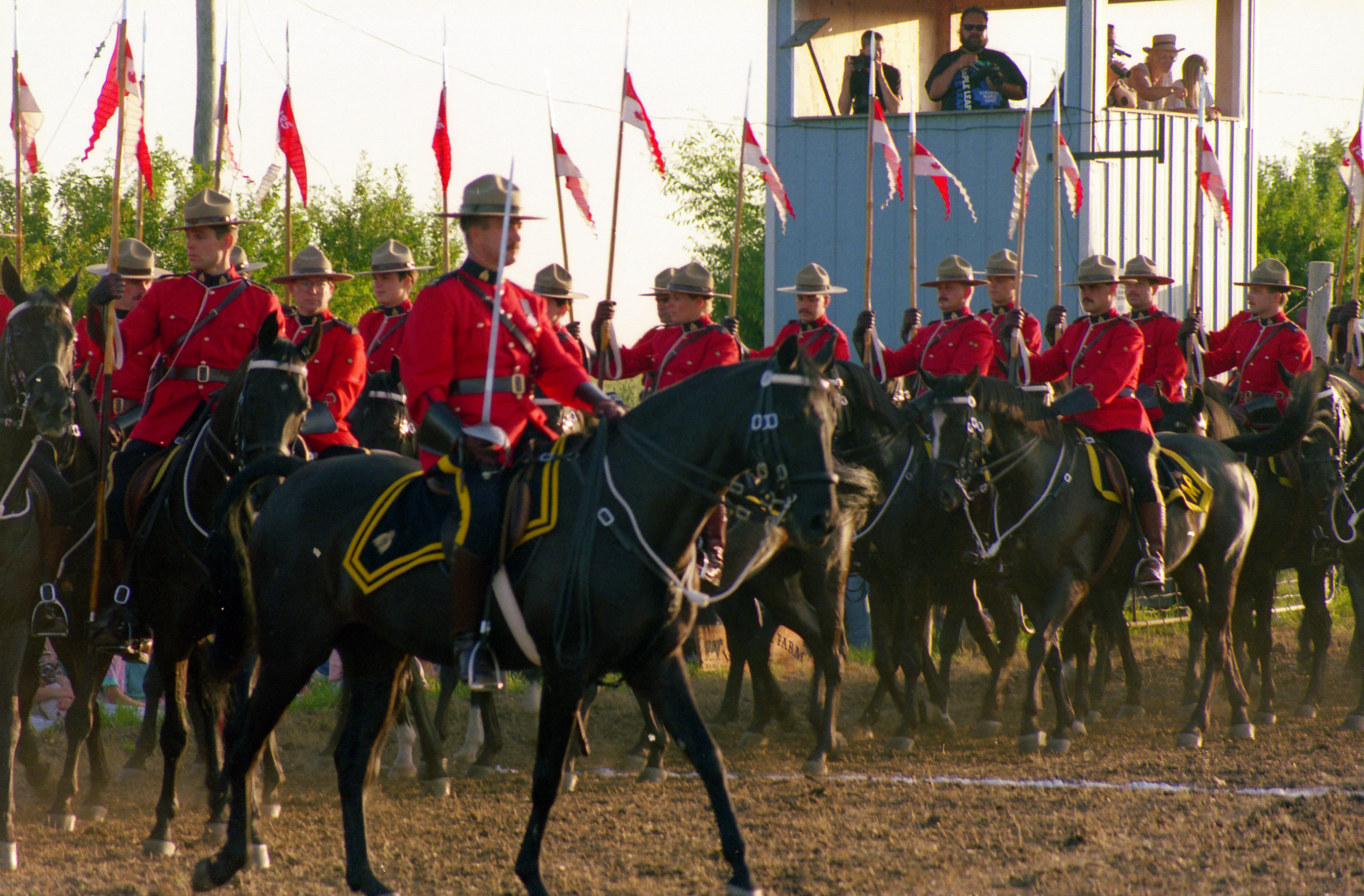
Défilé du Carrousel de la GRC à Roblin

## Référence
- (en) Cet article est partiellement ou en totalité issu de l’article de Wikipédia en anglais intitulé « Roblin, Manitoba » (voir la liste des auteurs).